# Jumaat Haji Adam
Jumaat Haji Adam (1956) es un botánico y taxónomo malayo, especializado en el género de carnívoras Nepenthes.
Obtuvo su Ph.D. defendiendo una tesis sobre tales plantas en la Universidad de Aberdeen, el 21 de febrero de 1991.
Adam ha descripto numerosas taxas de Nepenthes mayormente con C. C. Wilcock, including N. faizaliana, N. mapuluensis, N. naquiyuddinii, N. sharifah-hapsahii, N. zakriana, y el híbrido natural N. × alisaputrana, N. × ghazallyana, y N. × sarawakiensis.
- La abreviatura «J.H.Adam» se emplea para indicar a Jumaat Haji Adam como autoridad en la descripción y clasificación científica de los vegetales.[1]